# Eero Nelimarkka
Eero Aleksander Nelimarkka (né le 10 octobre 1891 à Vaasa et mort le 27 janvier 1977 à Helsinki) est un artiste peintre finlandais.

## Biographie
En 1912, Eero Nelimarkka étudie à l'Académie de la Grande-Chaumière et à l'Académie Julian,.
Il est membre du groupe de Novembre.
C'est le grand-père de l'artiste Riitta Nelimarkka.

## Œuvres
Il est connu pour ses paysages plats d'Ostrobotnie et ses portraits de notables finlandais.
Ses œuvres sont exposées au musée d'Art Nelimarkka et au musée Ateneum.

## Prix et reconnaissance
- 1956, médaille Pro Finlandia
- 1966, titre de professeur[5]